# شيد أباد
شيد أباد (بالإنجليزية: Shaydabad)‏ هي قرية تقع في قسم جلغة الريفي في إيران. يقدر عدد سكانها بـ 231 نسمة بحسب إحصاء 2016.